# Alvan Adams
Alvan Leigh Adams (* 19. Juli 1954 in Lawrence, Kansas) ist ein ehemaliger US-amerikanischer Basketballspieler, welcher seine gesamte 13-jährige Karriere bei den Phoenix Suns in der National Basketball Association (NBA) spielte. Adams ist 2,06 Meter groß und lief meist als Power Forward oder Center auf. Er wurde im NBA-Draft 1975 an vierter Stelle von den Suns ausgewählt.

## College
Von 1972 bis 1975 besuchte Adams die University of Oklahoma und spielte für deren Basketballteam die Sooners. Während seiner Zeit bei den Sooners war er der herausragende Spieler und erreichte in der Saison 1973–1974 insgesamt 21 Double-Doubles. Das schaffte zuvor lediglich Gar Heard und im Januar 2009 wurde der Rekord von Blake Griffin gebrochen. In seinem besten Spiel für die Sooners erreichte er 40 Punkte und 20 Rebounds, was nachher Wayman Tisdale und Blake Griffin ebenfalls gelang. Doch während seiner Zeit am College erreichte er nie die Postseason. Er wurde zweimal in ein All-American Team gewählt und 1975 zum Big Eight Player of the Year. Seit dem 21. Januar 1998 wird seine Trikotnummer, die 33, bei den Sooners nicht mehr vergeben.

## NBA
Nachdem er in der NBA von den Suns gedraftet wurde, traf er dort seinen alten College-Trainer John MacLeod wieder. In seiner Rookie-Saison war er nach Paul Westphal bester Scorer des Teams und erreichte mit dem Team zum ersten Mal in der Vereinsgeschichte die NBA Finals. Die Finals verlor das Team gegen die Boston Celtics mit 2-4. Zudem wurde Adams in dieser Saison ins All-Star Team gewählt und am Ende der Saison als Rookie of the Year ins NBA All-Rookie Team berufen. Danach erreichte er in 12 Jahren mit den Suns nie wieder die Finals, da man meistens an den Los Angeles Lakers scheiterte. In der Geschichte der Suns hat er die meisten Spiele (988) absolviert, die meisten Rebounds (6937), Steals (1289) und nach Walter Davis die zweitmeisten Punkte (13 910) geholt. Seine Trikotnummer 33 wird auch bei den Suns nicht mehr vergeben, dennoch gestattete er Grant Hill, welcher von 2007 bis 2012 bei diesen spielte, diese zu tragen.

## Erfolge und Auszeichnungen
- 1× NBA All-Star: 1976
- NBA Rookie of the Year: 1976
- NBA All-Rookie First Team: 1976
- Seine Trikotnummer 33 wird bei den Phoenix Suns nicht mehr vergeben